# Понте ди Лењо
Понте ди Лењо (итал. Ponte di Legno) је насеље у Италији у округу Бреша, региону Ломбардија.
Према процени из 2011. у насељу је живело 1312 становника. Насеље се налази на надморској висини од 1247 м.

## Становништво
Према резултатима пописа становништва 2011. у општини је живело 1.754 становника.
| 1951. | 1961. | 1971. | 1981. | 1991. | 2001. | 2011. |
| ----- | ----- | ----- | ----- | ----- | ----- | ----- |
| 2.332 | 2.194 | 2.090 | 2.112 | 1.977 | 1.869 | 1.754 |

## Партнерски градови
- Recco